# 대교동 (여수시)
대교동(大橋洞)은 대한민국 전라남도 여수시의 동이다.

## 개요
남산동은 남산 아래에 자리를 잡고 있다하여 남산이라고 했는데, 1914년 일제의 행정개편에 따라 봉서리, 봉강리, 국포리를 합하여 구봉산 밑이 되므로 봉산리라 하다가 1953년 행정구역 개편에 의하여 남산을 갈라서 남산동으로 고쳤다. 봉산동은 조선시대에 사철 출토로 쇠철동이라 하였으며 이후 마을명이 ‘쇠철’로 구전되었고 봉강동과의 경계지역으로 여수면 때에는 구봉산 아래에 위치하고 있어 ‘봉산리’로 일컬어져 지금까지 전하여지고 있다. 1914년 일제의 행정개펀에 의하여 봉서리, 봉강리, 국포리를 병합하여 구봉산의 이름을 따서 봉산리로 하다가 1953년 행정구역변경에 의하여 세 구역으로 갈라서 봉서리를 ‘봉산동’, 봉강을 ‘봉강동’, 국포리를 ‘국동’으로 고쳤다.

## 법정동
- 남산동(南山洞)
- 봉산동(鳳山洞)

### 교통
- 여수공항 (20km)
- 여수엑스포역 (6km)

## 교육
- 여수남산초등학교 (남산북10길 8, 남산동)
- 여수봉산초등학교 (봉산새철4길 28, 봉산동)

## 주거
- 무지개아파트 (남산로 54, 남산동)
- 남산비치아파트 (남산로 56, 남산동)

## 기관
- 대교동주민센터 (봉산남2길 7-7, 봉산동)
- 남산파출소 (남산북10길 2, 남산동)
- 여수봉산동우체국 (어항로 37, 봉산동)
- 봉산파출소 (어항로 43, 봉산동)
- 여수소방서 봉산119안전센터 (어항단지로 222-5, 남산동)
- 여수수산물특화시장 (남산로 60-31, 남산동)

## 도로명주소 목록
- 구봉산길
- 국동1길
- 남산남1길
- 남산남2길
- 남산남3길
- 남산남4길
- 남산남5길
- 남산로
- 남산북1길
- 남산북2길
- 남산북3길
- 남산북4길
- 남산북5길
- 남산북6길
- 남산북7길
- 남산북8길
- 남산북9길
- 남산북10길
- 대교로
- 돌산로
- 버드나무길
- 봉강1길
- 봉강로
- 봉강서4길
- 봉산1로
- 봉산2로
- 봉산남1길
- 봉산남2길
- 봉산남3길
- 봉산남4길
- 봉산남5길
- 봉산남6길
- 봉산남7길
- 봉산남8길
- 봉산남9길
- 봉산벅수길
- 봉산새철1길
- 봉산새철2길
- 봉산새철3길
- 봉산새철4길
- 봉산새철5길
- 봉산새철6길
- 봉산새철7길
- 봉산서1길
- 봉산서2길
- 봉산서3길
- 신월로
- 어항단지로
- 어항로
- 여객선터미널길
- 충무로
- 한산사길